# Кути (Кременецький район)

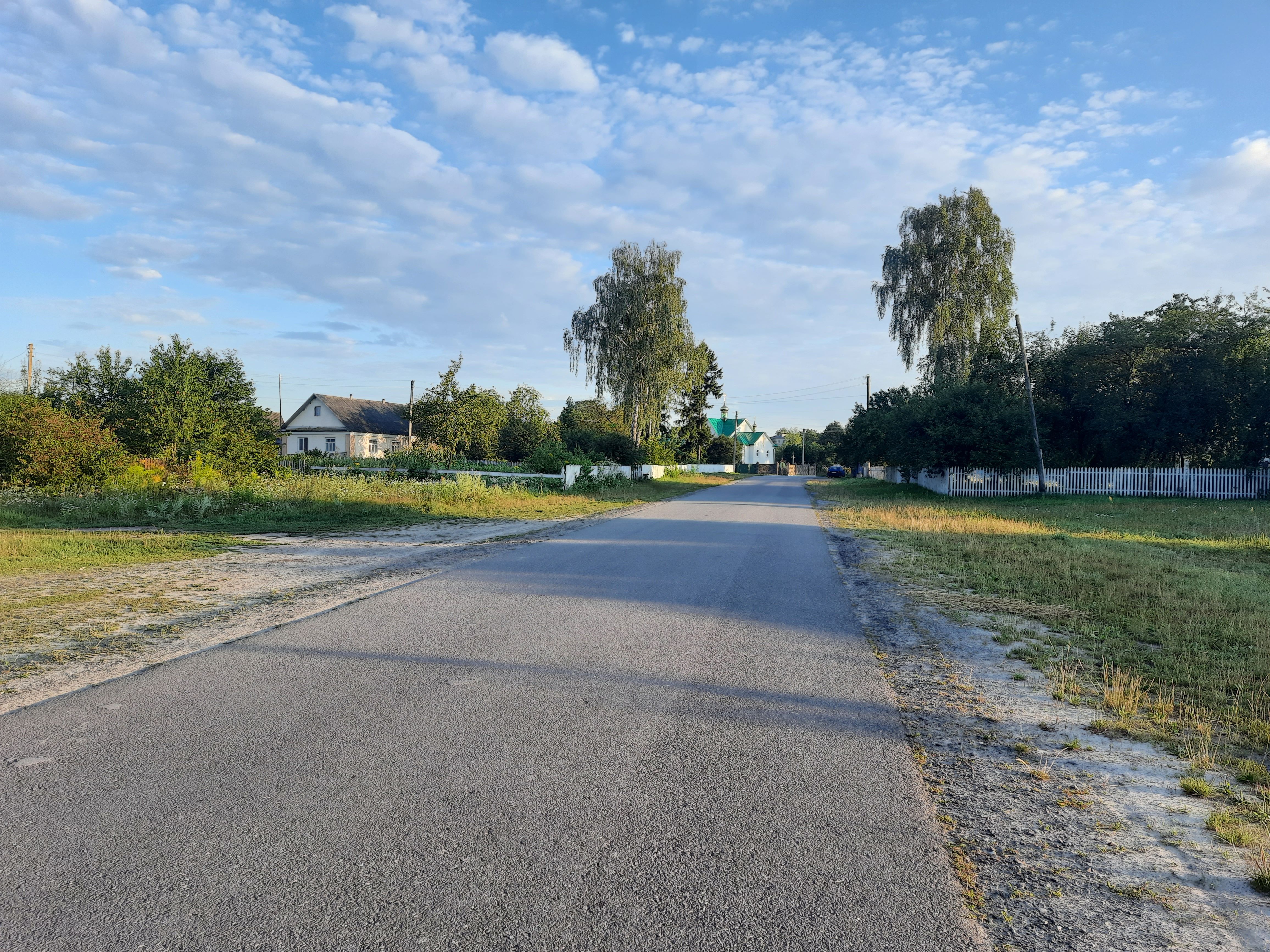
Дорога в село

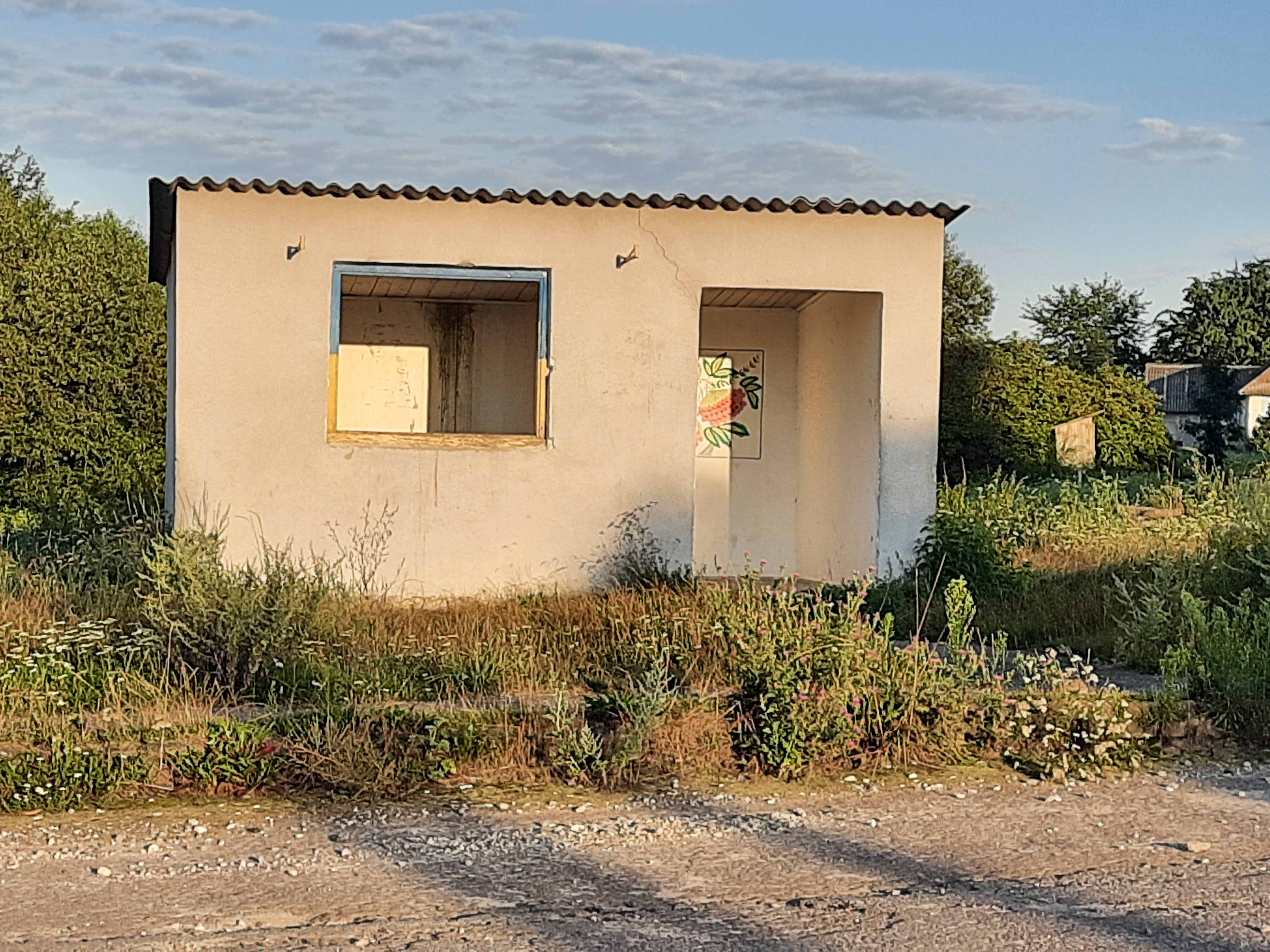
Автобусна зупинка

Кути́ — село в Україні, у Шумській міській громаді Кременецького району Тернопільської області. До 2020 підпорядковане Васьковецькій сільраді. До Кутів приєднано хутір Базильки (6 дворів).
Населення — 567 осіб (2003).
Відстань від Шумська 9 км. В Кутах нараховується 171 двір 569 жителів. За першою писемною згадкою власником села у 1570 році був Федір Войнич (із Залужжям).
В кінці 19ст село складали 114 двори, 780 жителів, 1931року проживало 1015 жителів.

## Населення

### Мова
Розподіл населення за рідною мовою за даними перепису 2001 року:
| Мова       | Кількість | Відсоток |
| ---------- | --------- | -------- |
| українська | 554       | 99.28%   |
| російська  | 4         | 0.72%    |
| Усього     | 558       | 100%     |

## Історія
Поблизу села виявлено археологічні пам'ятки пізнього палеоліту.
Перша писемна згадка — 1570 року як власність Ф. Войнича, 1583 року перейшло до Ф. Боговитина.
На 1936 рік село входило до ґміни Шумськ Кременецького повіту.
В ніч з 2 на 3 травня 1943 року партизани УПА атакували базу польської самооборони в селі.
12 червня 2020 року, відповідно до розпорядження Кабінету Міністрів України № 724-р «Про визначення адміністративних центрів та затвердження територій територіальних громад Тернопільської області» село увійшло до складу Шумської міської громади.
19 липня 2020 року, в результаті адміністративно-територіальної реформи та ліквідації Шумського району, село увійшло до складу Кременецького району.

## Релігія
У селі є церква св. Анни, яка збудована в 1991—1997 роках і освячена в 1998-му. У 1997 році церкву приватизувала церковна громада УПЦ Московського патріархату.
16 серпня 2015 року частина вірних парафіяльними зборами вирішила створити громаду УПЦ КП (парох — Василь Кравець, староста громади — Ярослав Мосійчук), 29 вересня 2015 року новостворена громада отримала статут. Місцеві мешканці, вірні УПЦ КП, пояснюють свій вчинок тим, що не змогли залишатися у попередній конфесії через проросійську налаштованість духовенства та через негідну поведінку свого настоятеля. 
Громада УПЦ МП не згодилась із цим та не давала дозволу на почергові богослужіння у храмі, хоча гроші на будівництво жертвували усі мешканці села. Через це в Кутах часто виникали конфлікти між вірними обох конфесій. Вірні УПЦ КП подали заяву в СБУ, де стверджують, що їхні опоненти погрожували їм та піддавали сумніву державність України. 
Громада УПЦ КП подала позов до Господарського суду Тернопільської області, який рішенням від 3 червня 2016 року позбавив права власності на церкву громаду УПЦ МП. 30 серпня 2016 року ухвалою Львівського апеляційного суду відхилена скарга громади УПЦ МП на рішення Тернопільського господарського суду і від вересня храм використовує громада Київського патріархату.
Громада Московського патріархату відмовилася від почергових богослужінь у церкві та 8 січня 2016 року закрила його. Нині громада Московського патріархату проводить богослужіння в наметі на приватній території і подала касацію на рішення апеляційного суду. 
Рішенням Вищого господарського суду України від 07 грудня 2016 року касаційну скаргу релігійної громади «Святої праведної Анни» села Кути Шумського району Тернопільсько-Кременецької єпархії УПЦ (МП) задовольнили частково. Згідно з рішенням у Києві, постанову Львівського апеляційного господарського суду від 30.08.2016 та рішення Господарського суду Тернопільської області від 03.06.2016 у справі №921/204/14-г/16 скасували, а справу передати на новий розгляд до Господарського суду Тернопільської області. 6 квітня 2017 року рішенням Господарського суду Тернопільської області у повторному розгляді громада УПЦ КП програла суд за позовом у скасуванні права власності громади УПЦ МП. 
15 лютого 2018 року рішенням Касаційного господарського суду у складі Верховного Суду України судді винесли рішення на користь громади УПЦ МП. Остання, вигравши суд, оголосила про намір будувати для себе новий храм.

## Пам'ятки
Встановлено пам'ятний хрест загиблим воїнам УПА.

## Соціальна сфера
Діють клуб, бібліотека, ФАП, торфобрикетний завод. До 2021 року діяла ЗОШ I ступеня.